# 어느날 갑자기 (장덕의 노래)
<어느날 갑자기>는 대한민국의 여성 싱어송라이터 장덕에 의해 작사 · 작곡된 곡이다. 장덕의 세 번째 정규 음반 《님 떠난 후》의 B면 마지막(4번) 트랙으로 발표되었다. 가요톱10에서 골든컵을 안겨준 <님 떠난 후>에 이어 후속 활동곡으로 선택되기도 했다.

## 에피소드
장덕은 <님 떠난 후>로 가요톱10에서 골든컵을 수상하고 나서 후속곡으로 <어느날 갑자기>를 선택하여 활동하였고 가요톱10 · 라디오 인기가요 등의 순위 차트에서 다시 인기를 끌기 시작했다. 하지만 그 즈음(1987년 3월) 정소희라는 신인 여성가수가 데뷔 음반에서 <어느날 갑자기>라는 동명의 곡을 타이틀 곡으로서 발표, 활동을 시작하였는데 장덕의 같은 제목의 곡으로 인해 PR에 지장이 있자 매너저를 통해 장덕 측에게 후배를 위해 <어느날 갑자기>를 양보해 달라는 메시지를 전했다고 한다. 정소희 측의 입장은 노래제목처럼 어느날 갑자기 엉망진창이 되었다는 것. 방송프로에 노래 신청 엽서가 들어와도 누구의 노래인지 분간이 안되어 방송계획에서 손해를 봤고, 또 팬들이 레코드가게에 와서도 <어느날 갑자기>를 찾을 경우 장덕의 <어느날 갑자기>를 내주는 경우가 많아 손해를 봤다는 것이다.